# Geografía de Malaui

Malaui es un país que se encuentra situado en el este de África. Limita al oeste con Zambia, al oeste, sur y este con Mozambique y al norte con Tanzania. Se encuentra administrativamente dividido en tres regiones: la región norte, con capital en Mzuzu, la región centro, con capital en Lilongüe, que además es capital de la nación, y la región sur con capital en Blantyre. Al este del país se ubica el lago Malaui, el tercero mayor del continente africano.
Geográficamente, en cuanto se va desplazando desde la frontera con Zambia y Mozambique hasta el lago Nyassa el país va descendiendo en altura hasta llegar al lago Malaui y al valle del río Shire, que desemboca en el río Zambeze. De igual manera el clima varía de templado en las alturas a 25 °C en las zonas bajas.
Malaui es uno de los países de África subsahariana más densamente poblados. Con 16,5 millones de habitantes tiene una densidad de 130 hab/km². La capital, Lilongüe, tenía en 2013 más de 800.000 habitantes. La segunda ciudad del país es Blantyre, en el sur, con 750.000 habitantes, seguida a larga distancia por Mzuzu, con 154.150 habitantes, y Zomba, con 98.800 habitantes.

## Relieve

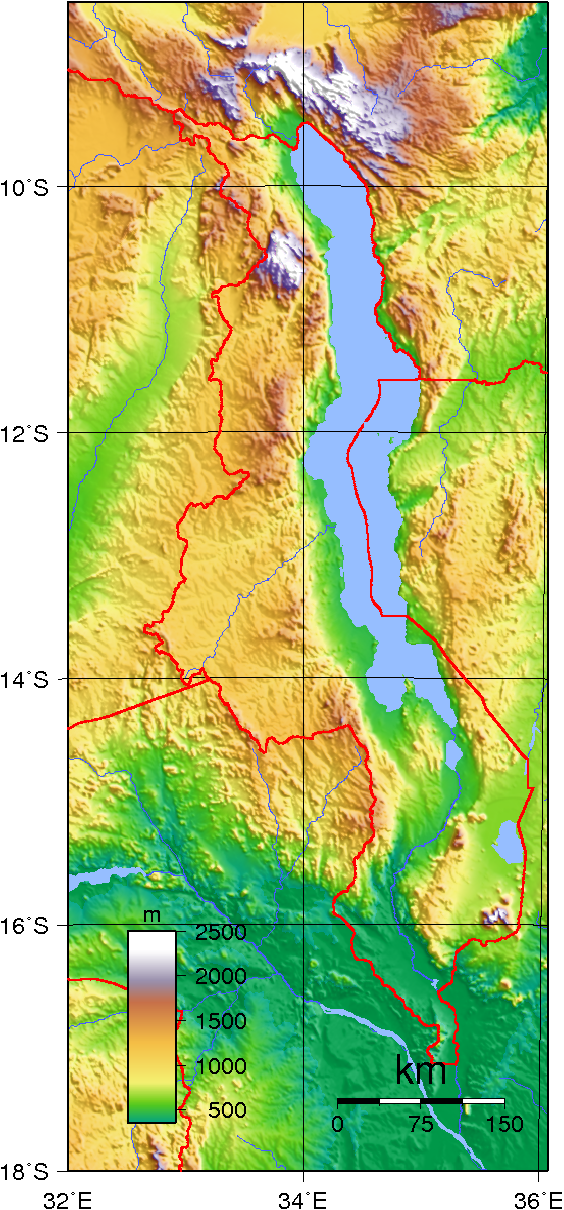

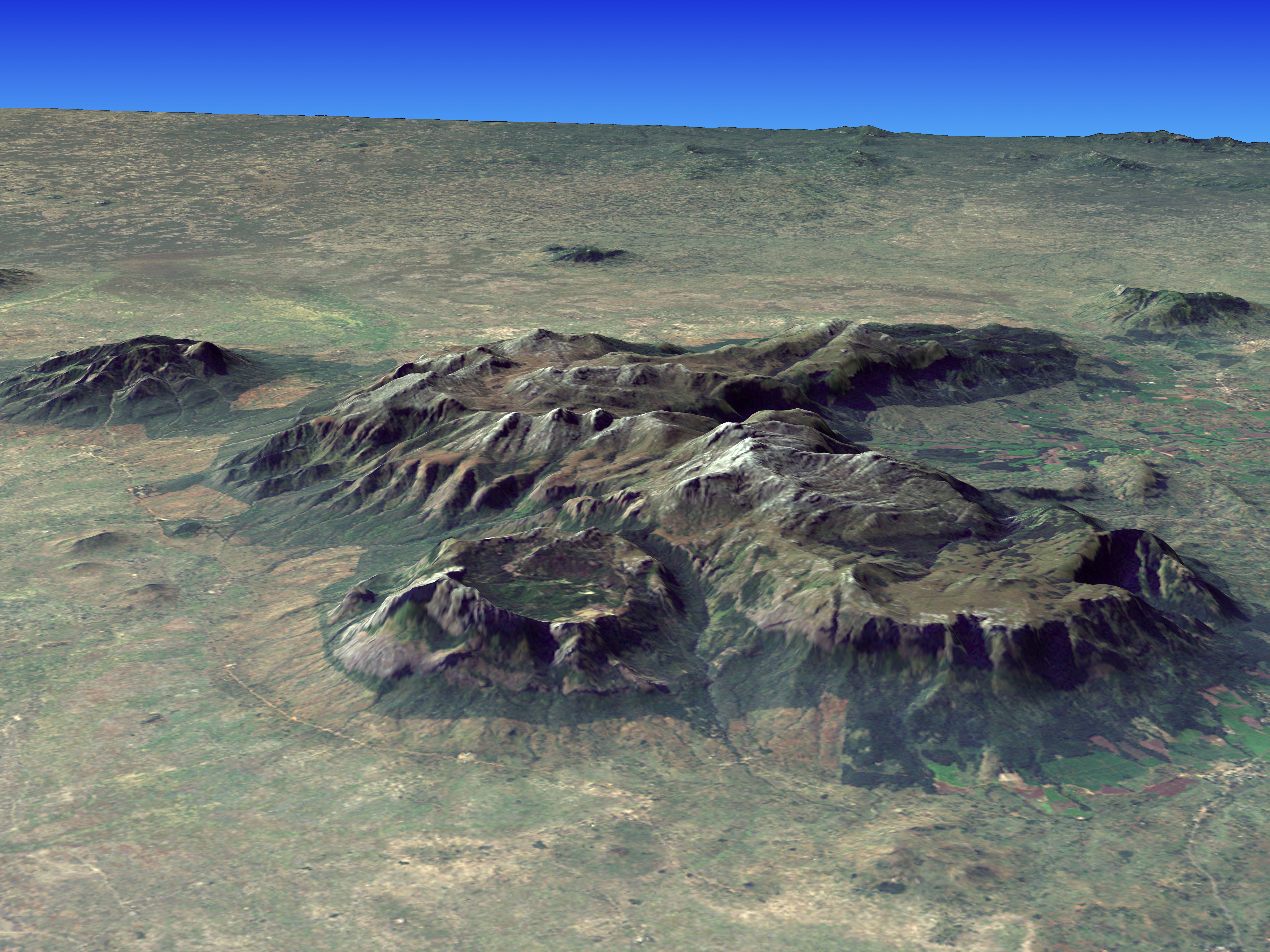
Macizo de Mulanje en Malaui, vistas desde satélite.

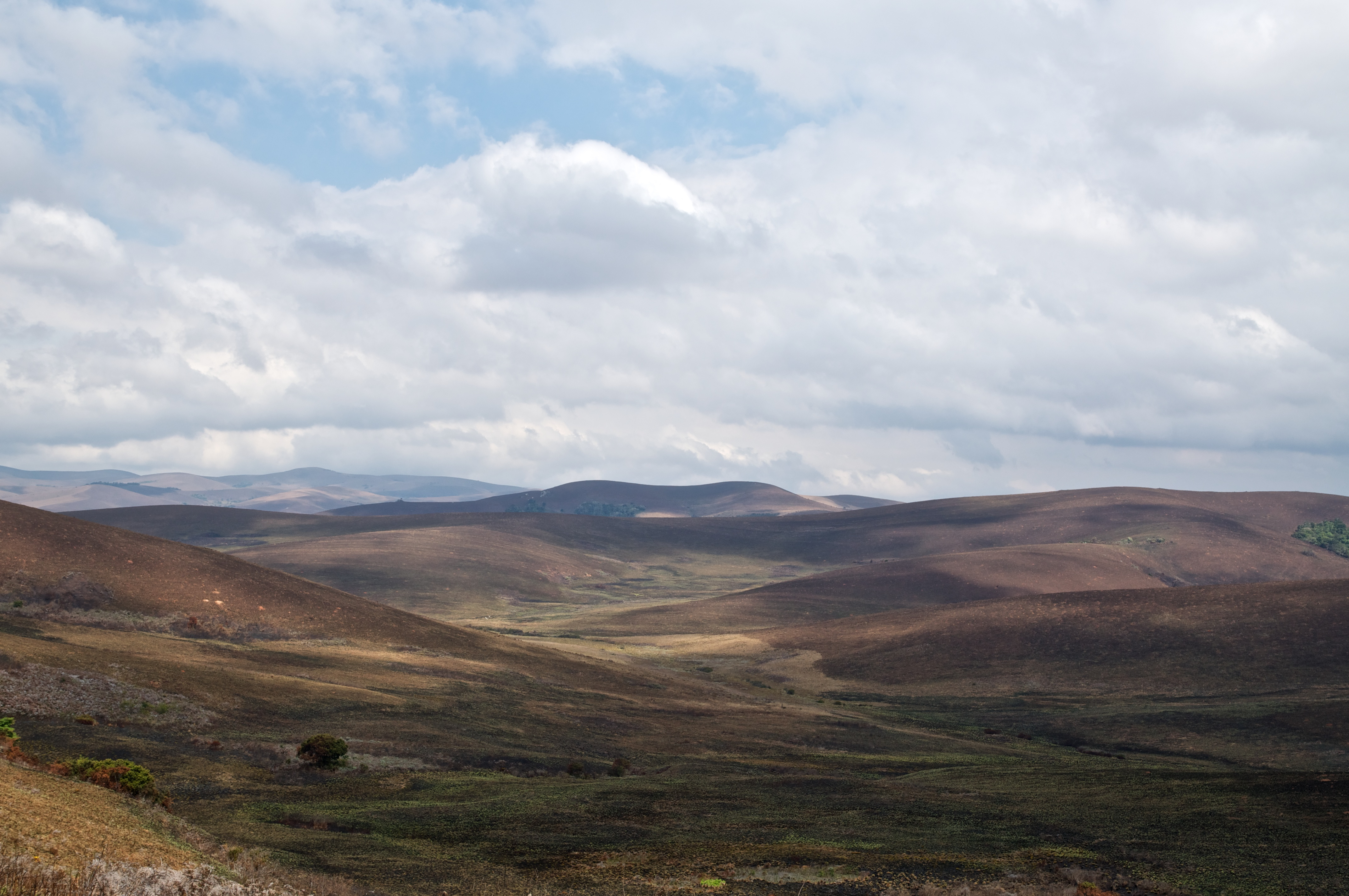
Meseta de Nyika

Malaui está atravesado de norte a sur por el Gran Valle del Rift, en el fondo del cual se encuentra el lago Malaui, también llamado lago Niassa, que ocupa el 25 por ciento del país y las tres cuartas partes de la frontera oriental con Tanzania y Mozambique. El lago Niassa es llamado a veces el lago Calendario porque tiene 365 millas de longitud y 52 millas de anchura, 587 km y 84 km respectivamente. El río Shire fluye desde el extremo sur del lago, atraviesa Malaui, cruza la frontera con Mozambique y 400 km después se une al río Zambeze.
La parte occidental de Malaui es una altiplanicie montañosa que sigue paralelamente el valle del Rift de sur a norte; en el sur y el centro, la meseta se alza a 900-1200 m, pero en el norte se encuentra la meseta Nyika, una zona protegida que se adentra en Zambia y supera los 2000 m, con cima en el monte Nganda, de 2.605 m. Toda la región occidental del lago forma parte del ecosistema sabana arbolada de miombo del Zambeze central.
Al sur de Malaui y el lago Niassa, se encuentra la meseta de Shire, al este del río Shire, una alargada altiplanicie de 130 km de longitud con alturas de 600 a 900 m y cimas en las elevaciones de Thyolo (1.462 m), Ndirande (1.612 m) y Chiradzulu (1.773 m). El punto más alto es la meseta de Zomba, de 1800 m, con extensas matas de cedros, pinos y cipreses. Desde la cima, es posible ver el lago Chilwa, al norte; el río Shire, al oeste, y el macizo de Mulanje, al este, un grupo de montañas aisladas que se eleva desde las altiplanicies circundantes del distrito de Chiradzulu y los cultivos de té del distrito de Mulanje, que alcanzan 3.002 m en el pico de Sapitwa, el más alto del país.

## Clima

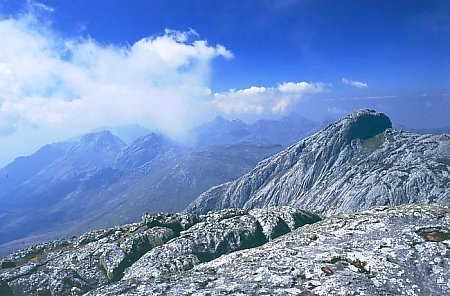
Vista del pico Sapitwa, en el macizo de Mulanje

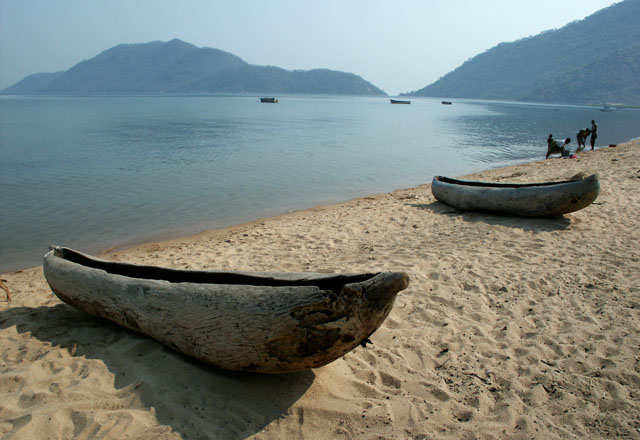
Canoas a orillas del lago Niassa

Malaui está al sur del ecuador; tiene clima tropical cálido con una zona más templada en las montañas del noroeste, y dos estaciones muy marcadas, una cálida y lluviosa de noviembre a abril, el verano del hemisferio sur, y otra relativamente fresca y seca de mediados de mayo a mediados de agosto. Antes de la estación de las lluvias, en noviembre, las temperaturas alcanzan un máximo; por encima de 1000 m de altitud son mucho más suaves. El sur, a menor altitud, padece el clima más caluroso. 
En la mayor parte del país, las lluvias oscilan entre 800 y 1300 mm, algo más abundantes en el norte y en las laderas del macizo de Mulanje, al sur, donde se superan los 2000 mm. 
La capital, Lilongüe, a 1100 m de altitud, en la parte norte del tercio sur del país, recibe 846 mm al año en 58 días, entre los meses de noviembre y mediados de abril, superando los 200 mm en enero y febrero, con temperaturas esos meses entre 14.oC y 26.oC. Entre mayo y octubre no llueve, y las temperaturas bajan mucho por la noche, con mínimas medias de 6-7.oc y máximas de 23-25.oC entre junio y agosto.
En Blantyre, la segunda ciudad del país, a 1000 m de altitud, el clima es similar, llueve un poco más, 1086 mm, con una media anual de 20.7.oC. Sin embargo, las mínimas apenas bajan de 12.oC en julio.
A orillas del lago Niassa, en Karonga, en el norte, a 478 m de altitud, caen 1.170 mm, casi todo entre noviembre y mayo; las temperaturas medias van de 21.oC en enero a 26.oC en noviembre, cuando hace más calor.
En el lejano sur, a orillas del río Shire, en Nsanje, a solo 55 m de altura, caen 900 mm entre noviembre y marzo, pero no deja de llover del todo el resto del año, y las temperaturas superan los 36.oC de media en octubre y noviembre, con mínimas medias de 14.oC en junio y julio.
Por último, en Mzuzu, tercera ciudad del país, en el norte, a 1.250 m de altitud, caen cerca de 1300 mm al año, las temperaturas bajan de 7.oC en julio y agosto y alcanzan los 28.oC de media en noviembre.

## Áreas protegidas de Malaui

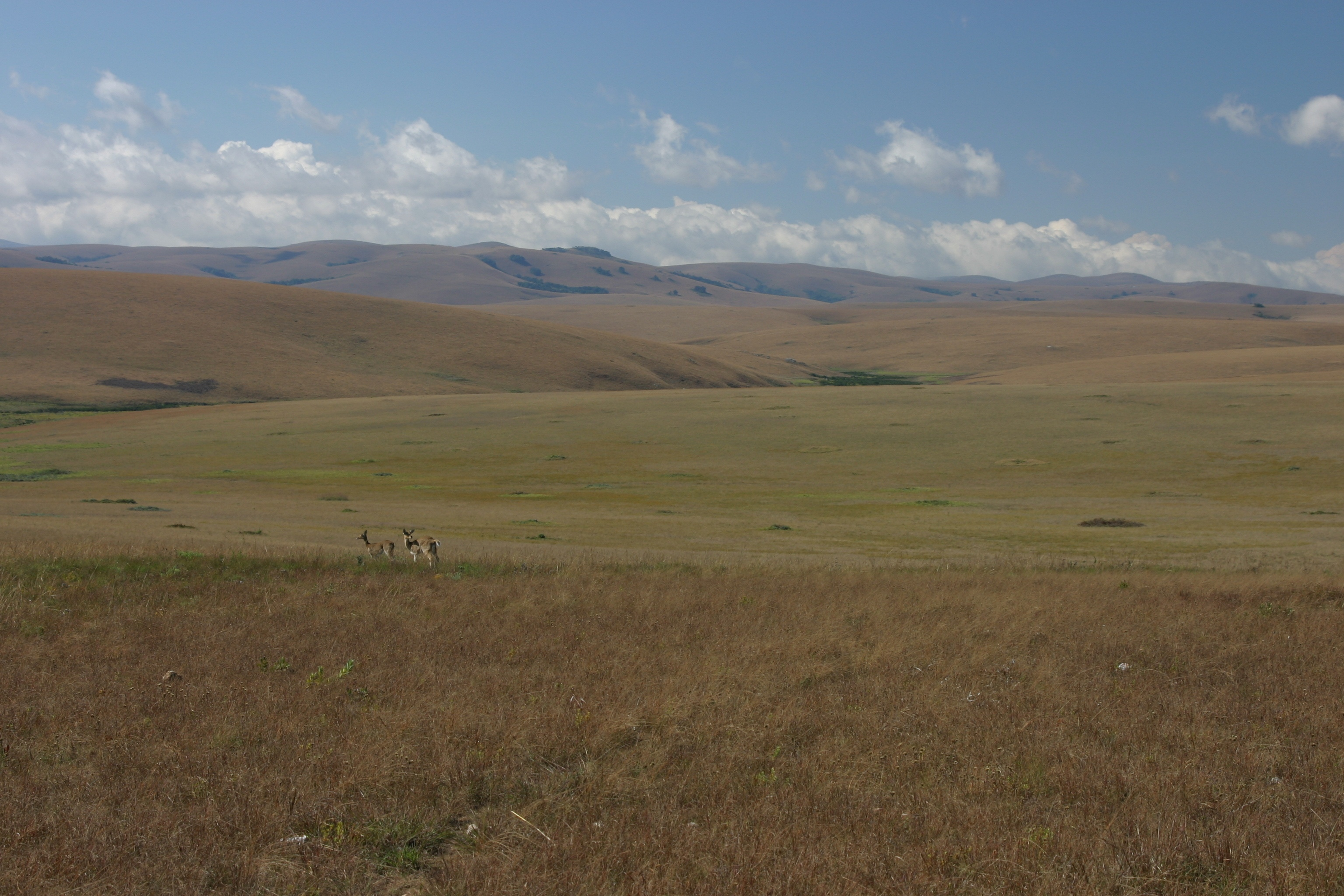
Pastizales en el parque nacional Nyika.

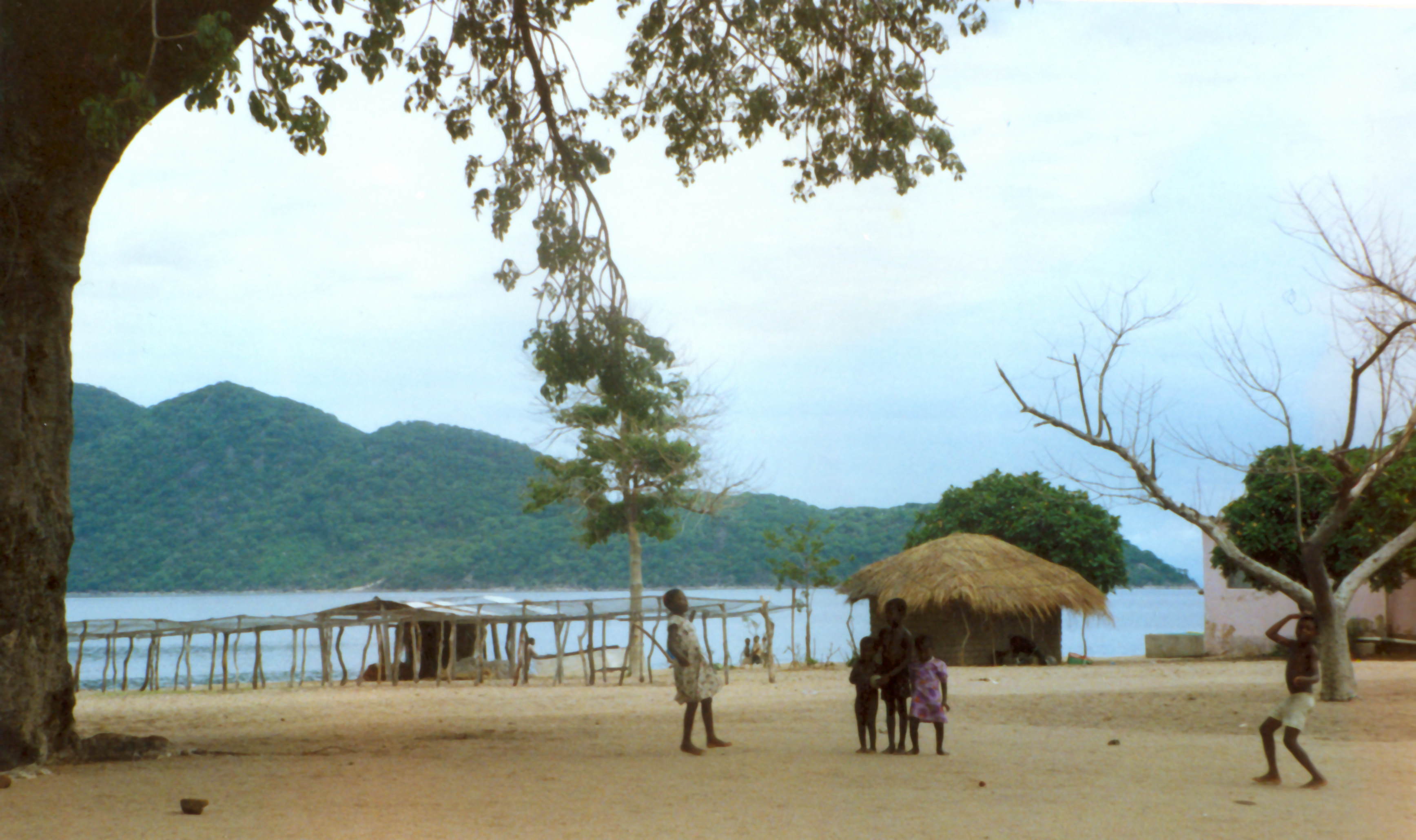
Orillas del lago Niassa en el parque nacional del Lago Malaui.

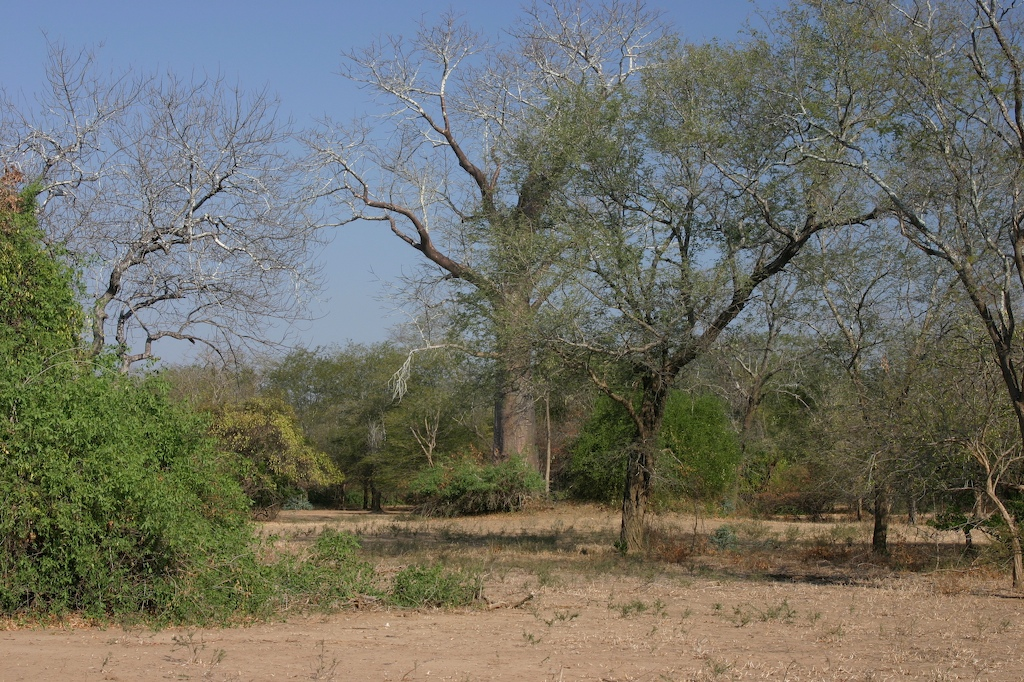
Parque nacional Lengwe

Malaui tiene una gran riqueza natural, que incluye la mayoría de los grandes mamíferos del continente, incluidos los cinco grandes de África: búfalo, elefante, león, leopardo y rinoceronte. En conjunto, hay unas 170 especies de mamíferos y unas 600 especies conocidas de aves.
Según la IUCN, en Malaui había, en 2024, 116 áreas protegidas con una extensión de 27.374 km2, el 23,11 % del territorio nacional, 118.473 km2. Hay 5 parques nacionales, 1 área de conservación, 4 reservas naturales, 79 reservas forestales y 22 reservas forestales propuestas. Entre los sitios designados internacionales, hay 2 sitios Ramsar, 2 reservas de la biosfera de la Unesco y 2 sitios patrimonio de la humanidad.
Al ser un país muy poblado, los animales se ven relegados a los cinco parques nacionales y a las diversas reservas de caza, incluido el lago Malaui, que contiene especies de peces únicas. De norte a sur:

#### Parques nacionales
- Parque nacional Nyika, creado y ampliado en 1965-1978: 3.134 km², en el norte, en la meseta de Nyika, con una altitud media de 1800 m. El nombre significa "de donde viene el agua". Bordea Zambia por el oeste; pastizales desarbolados, colinas interminables, algunos bosques perennes en los valles. Cebras, elands, antílopes de Liechtenstein, kudus, duikers, facoceros, etc.[6]
- Parque nacional Kasungu, creado en 1970; 2.316 km²; en el centro oeste, en la frontera con Zambia; bosque abierto de miombo con numerosos ríos; hipopótamos, elefantes, antílopes, kudus, impalas, etc.[7]
- Parque nacional del Lago Malaui, creado en 1980; 94 km², en el extremo sur del lago, donde se encuentra un pequeño archipiélago de doce islas, frente al cabo Maclear, donde se practica submarinismo para ver peces, entre ellos, el más destacable, el mbuna. El cabo Maclear, en la península Nankhumba, también es reserva natural.
- Parque nacional Liwonde, creado en 1973; 580 km², al sur, a orillas del río Shire, entre el lago Malaui y el lago Malombe. Pantanos, lagunas y cañaverales junto al río, palmeras,  pastizales,  kigelias y baobabs en las zonas secas. La mayor población de elefantes del país; hipopótamos, antílopes, kudus, duikers y oribis en las zonas donde hay mopane.
- Parque nacional Lengwe, creado en 1970; 887 km², en el extremo sur, zona baja en la orilla derecha del río Shire, frontera con Mozambique, bosque y humedales dambo de pastos y juncos. Famoso por los antílopes  nyala; está rodeado de plantaciones de caña de azúcar y se inunda en época de lluvias.

#### Reservas de caza adyacentes a los parques nacionales
- Reserva de caza de Majete (Majete Wildlife Reserve), de 700 km²; al norte del parque nacional Lengwe; colinas bajas recubiertas de bosques abiertos de Brachystegia y densos bosques a lo largo de los ríos; completamente vallada, con fauna restaurada: elefantes, rincerontes, búfalos, cebras, leopardos, leones, hipopótamos, etc.[8]
- Reserva de vida salvaje de Mwabvi (Mwabvi Wildlife Reserve), de 350 km², al sur del parque nacional Lengwe; antílopes, leones, babuinos. No hay elefantes.
- Reserva de caza de Nkhotakota (Nkhotakota Wildlife Reserve), 1.8000 km², la mayor y más antigua de Malaui, en el centro, sobre el lago Niassa. Bosque de miombo, pastizales y bosque perenne en el monte Chipata. Elefantes, búfalos, leones, hienas, etc.
- Reserva de caza de Vwaza Marsh, de 1000 km², en el noroeste, cerca del parque nacional Nyika, frontera con Zambia, llano con bosque de mopane, miombo y Brachystegia. Hipopótamos y elefantes que cruzan al cercano parque nacional Luangwa Norte, al oeste, en Zambia.